# 山本篤敬
山本 敬典（やまもと あつよし、生没年不詳）は、江戸時代後期の旗本。八王子千人同心9人の千人頭の一家、千人頭山本家12代目。剣術は太平真鏡流。
武田信玄の軍師、山本勘助の親族の末裔とも伝わる。